# 把利氏
把利是中國历史上党项部族的姓氏。《新唐書》卷221〈黨項傳〉有記載：「慶州有破氏族三，野利氏族五，把利氏族一，與吐蕃姻援，贊普悉王之，因是擾邊凡十年」。后來許多把利姓的人改姓為把。

## 人物
- 把利歩利：唐代人，曾為諾州刺史，吐蕃進犯時叛唐。